# 条裂豹蛛
条裂豹蛛（学名：Pardosa laciniata）为狼蛛科豹蛛属的动物。在中国大陆，分布于新疆等地。该物种的模式产地在新疆。
其种加词“laciniata”来源于拉丁文“lacinia”，意为“棱角”、“条裂的”。